# ГМК-62

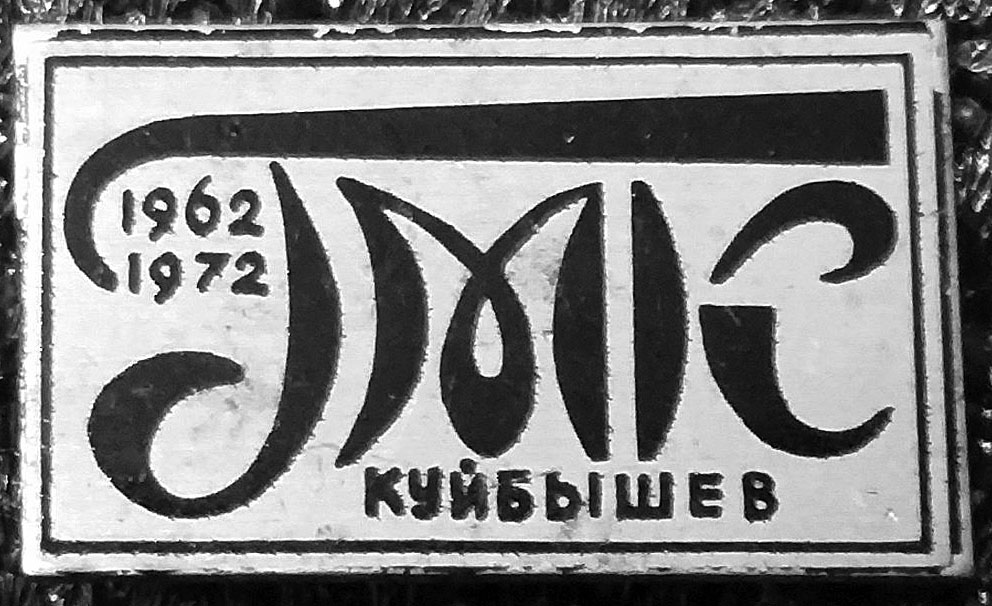
Памятный значок к 10-летию клуба

«ГМК-62» (Городской молодёжный клуб) — общественная организация, основанная в 1962 году в Куйбышеве (ныне Самара) с целью объединения молодёжи по интересам (музыка разных жанров, живопись, театр, фотоискусство и т. п.). Активно работала до начала 1970-х годов.

## Возникновение
Идея ГМК зародилась у представителей движения «шестидесятников» в спонтанных обсуждениях, которые проводились в популярных местах собраний молодёжи города (на «Броде», прогулочной части улицы Куйбышева в историческом центре, и в «Струкачах», Струковском парке). Одной из причин, побуждавших инициативную группу к поиску решений, был закрытый режим города, не предполагавший появления иностранных граждан и ограничивающий возможные концерты приезжих артистов и театральные гастроли. Впоследствии обоснованность этого аргумента подтвердилась, когда клубом был получен прямой отказ на проект приглашения зарубежных музыкантов на организуемые им фестивали.
Объединение по интересам не предполагало политической или идеологической окраски, хотя один из авторов идеи, поэт Алексей Разлацкий, параллельно вёл активную диссидентскую деятельность и впоследствии, в 1982 году, был осуждён по политическим мотивам. Инициатива была представлена весной 1962 года Вячеславом Климовым, представлявшим весь коллектив, на рассмотрение в горком ВЛКСМ, где её поддержал второй секретарь Николай Фролов, впоследствии оказывавший клубу существенную поддержку. Одобренная Фроловым идея была рассмотрена горкомом КПСС, который дал разрешение на создание клуба. Мероприятия по открытию состоялись 3 июня 1962 года в клубе им. Дзержинского и на улицах и включали первое в истории города выступление джазового оркестра на центральной площади им. Куйбышева.

## Принципы деятельности и структура
Выбранный клубом лозунг, размещавшийся в членских билетах — цитата из Владимира Маяковского: «Светить — и никаких гвоздей!».

…атмосфера — свободная, никто ни на кого не давит, не навязывает свое мнение.— Константин Титов, член ГМК-62, впоследствии — губернатор Самарской области
В составе ГМК, который рассматривался создателями как «клуб клубов», действовали несколько независимых друг от друга клубов (секций), посвящённых разной тематике и имеющих самостоятельные названия, в том числе (в разное время):
- «Фото-клуб»;
- секция туризма;
- «Джаз-клуб» (секция эстрадной и джазовой музыки);
- «Отечество» (секция по работе с молодыми художниками и поэтами);
- «Эксперимент» (клуб неожиданных проектов и встреч с интересными людьми);
- «Колокол» (дискуссионный клуб);
- музыкальный салон «Граммофон»;
- КСП (клуб самодеятельной песни);
- «Эсперанто»;
- школа бальных танцев;
- хор славянской песни «Славия»;
- клуб кинолюбителей и др.

Деятельность ГМК строилась на принципах самоуправления, выборности и ответственности за порученное дело. Клубом руководил президент и правление. У каждой секции или клуба по интересам было своё направление работы, своё руководство и председатель. При подготовке крупных проектов (в частности, фестивалей) объединялись усилия всех членов ГМК и использовался потенциал каждого участника.
ГМК-62 стал первым в Советском Союзе молодёжным объединением новой формации и первой общественной молодёжной организацией с собственным счётом в банке. В случаях, когда клуб продавал билеты на мероприятия, сборы использовались для самофинансирования, без выплаты зарплат или гонораров участникам клуба. Билеты и пригласительные распространялись через местные комитеты ВЛКСМ, куда в отдельных случаях поступало до 10 тысяч заявок на мероприятия вместимостью не более 350 человек. Стоимость билетов на платные мероприятия была единой и равнялась одному рублю.
По словам активных участников ГМК, в первые годы существования клуб находился под пристальным вниманием КГБ, а его участников регулярно вызывали для профилактических бесед.

## Деятельность и ключевые проекты

### Дни Молодёжи
ГМК проводил массовые мероприятия, приуроченные к Дню молодёжи и включавшие отдельные события разных форматов. Первым в этой серии был День Молодёжи 30 июня 1962 года, собравший около 5 тысяч посетителей. Уже в следующем году количество зрителей превысило 50 тысяч человек, а территория проведения праздника охватила дальние индустриальные районы города.

### Конкурс пианистов
В 1962 году правлением клуба принято решение о проведении Конкурса молодых пианистов Поволжья, который после согласования с композитором Д. Б. Кабалевским получил его имя (вопреки действующему законодательству, в соответствии с которым называть мероприятие в честь живущего человека не допускалось). Руководителем оргкомитета первого из конкурсов со стороны ГМК стал Исай Фишгойт. Конкурс впоследствии развился до уровня международного, а его организацией стало заниматься областное управление культуры. Кабалевский привлекал для работы в жюри конкурса известных академических музыкантов и специалистов, помимо конкурсных прослушиваний проводились творческие встречи, мастер-классы и т.п. в институтах, школах.
«…Очень большое и на редкость хорошее впечатление осталось у меня от всего, с чем я встретился в Куйбышеве, от той атмосферы, которую я ощущал на протяжении всех проведенных у вас дней. Говоря “у вас” я имею в виду абсолютно всё, чем были заполнены мои куйбышевские дни, но прежде всего — ваш удивительный ГМК! Как на одну из замечательных черт вашей деятельности я обратил внимание на то, что буквально всё, к чему вы прикасаетесь, перестает быть казенным, стандартным, становится живым, естественным, остроумным и занимательным в самом лучшем смысле этого слова» (Дм. Кабалевский в письме Вячеславу Климову, 28.01.1963)

### Джаз

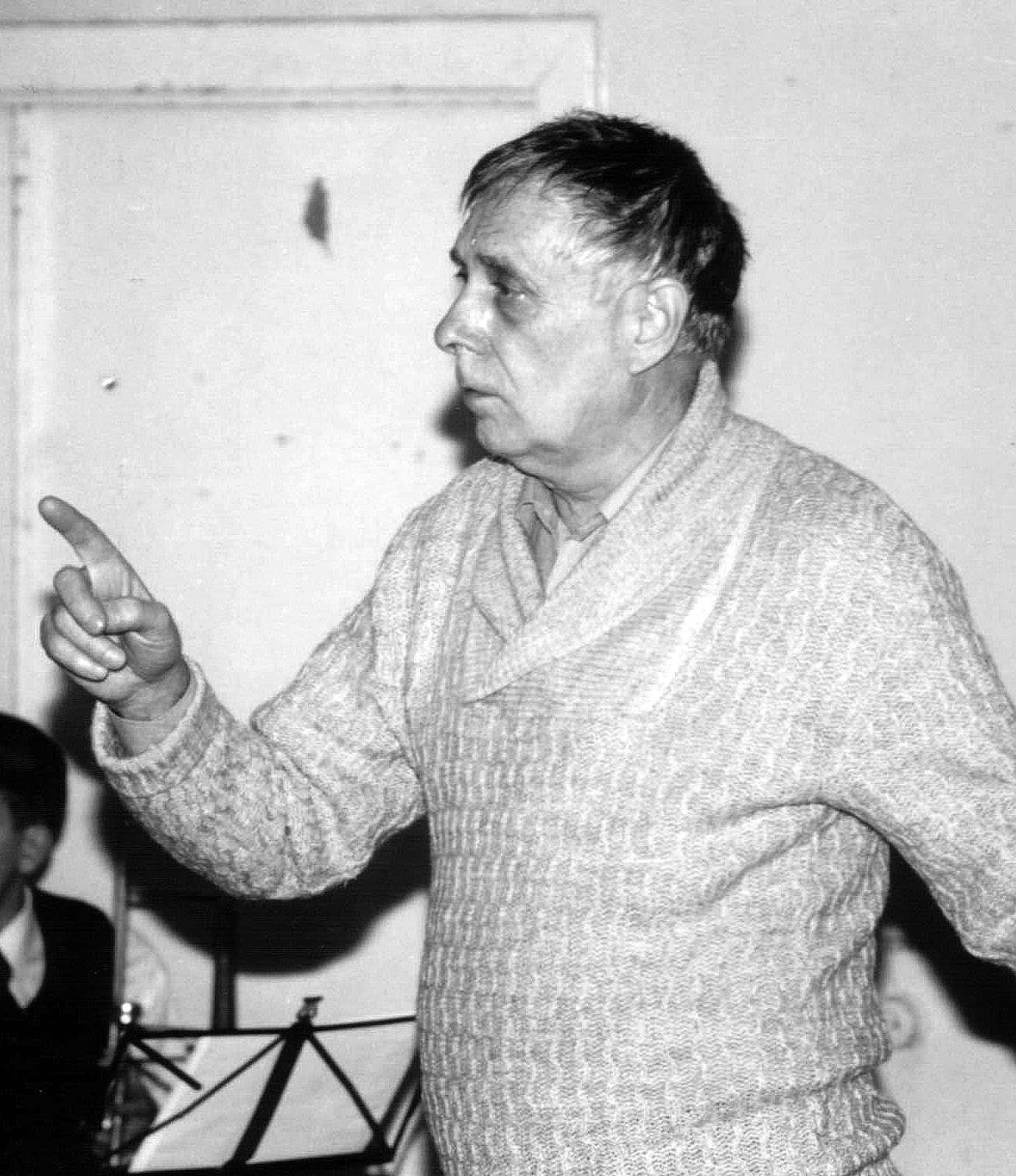
Джазмен Лев Бекасов, один из создателей ГМК-62 (2003 г.)

Эстрадно-джазовая секция в составе ГМК включала не только рядовых членов клуба, но и коллективы — биг-бэнд Льва Бекасова, ансамбль Олега Гребенникова, квартет Александра Соколова. Клуб проводил тематические беседы и лекции-концерты, где знакомил любителей с историей джаза и его ведущими мастерами. Джазовые мероприятия ГМК проводились на разных концертных площадках, включая как популярные места в центральной части города, так и залы заводских клубов в районе промышленной Безымянки (отдельные тематические концерты-лекции проводились непосредственно в цехах).
В 1962 клубом проведён джаз-фестиваль, ставший третьим официальным джазовым фестивалем на территории РСФСР (после московского и ленинградского, прошедших в том же 1962 в более ранние сроки), длившийся пять дней и показавший 20 ансамблей. Инициаторами его проведения стали Игорь Вощинин (председатель оргкомитета) и Лев Бекасов. Партийное руководство выразило недовольство большой долей американской музыки в программе, и проведение следующего фестиваля, получившего название «Весна», стало возможным только в 1967 году. С тех пор именно силами ГМК-62 (и «клуба ветеранов ГМК-62» в 1990-х годах) было проведено 24 джазовых фестиваля, получивших со временем всесоюзный и международный статус. В жюри фестиваля в разные годы работали ведущие джазовые критики и музыканты СССР — Игорь Лундстрем, Алексей Баташёв, Юрий Саульский, Игорь Якушенко, Анатолий Кролл, Аркадий Петров, Алексей Козлов, Геннадий Гольштейн, Герман Лукьянов, Владимир Фейертаг. Фестиваль способствовал становлению и развитию местного джаза, регулярно представляя аудитории местные коллективы под управлением Льва Бекасова, Олега Гребенникова, Бориса Любимова, Бориса Брюханова, Александра Соколова, Григория Файна. Со временем фестивали «Весна» начали проводиться силами других организаций и продюсеров (в 1980-х — Дома Молодёжи и пианиста Григория Файна). В 2003 году руководство фестивалем перешло к Даниилу Крамеру в рамках его сотрудничества с Самарской филармонией, название фестиваля было изменено на «Jazz-весна в Самаре», а нумерация под этим брендом ведётся заново.
В 1962 году президентом эстрадно-джазовой секции был избран Игорь Вощинин. В 1965 году эстрадно-джазовая секция была преобразована в джаз-клуб с собственным наименованием («Квинт»), продолживший работу в составе ГМК. Президентом «Квинта» в 1966 году был выбран Лев Бекасов. В 1975-1978 г.г. президентские полномочия исполнял Валерий Коннов.

### Самодеятельная песня
В конце 1962 года клуб организовал конкурс дворовой гитарной песни, для проведения которого жюри провёл предварительный отсев криминальной и блатной лирики.
В 1964 году в клубе прошёл Первый куйбышевский фестиваль самодеятельной песни, включавший предварительные прослушивания и заключительный концерт в филармонии. Начиная с этого же года ГМК приглашал в Куйбышев с концертами известных бардов — Александра Городницкого, Юрия Кукина, Валентина Вихорева, Евгения Клячкина, Бориса Полоскина, Аду Якушеву, Владимира Туриянского, Александра Генкина.
В 1967 году активисты ГМК организовали приезд в Куйбышев с концертами Владимира Высоцкого. 24 мая 1967 года два его выступления состоялись в Филармонии и в клубе им. Дзержинского, а 29 ноября — во Дворце Спорта (из-за резко возросшей популярности Высоцкого количество заявок на билеты многократно превысило вместимость зала, и в итоге два аншлаговых концерта посетило не менее 10 тысяч зрителей) и в актовом зале Куйбышевского политехнического института. Масштабные выступления Высоцкого были под угрозой отмены из-за противодействия горкома КПСС, однако организаторам ГМК удалось добиться личного вмешательства секретаря обкома партии В. П. Орлова и его положительной санкции. Эти выступления сделали Куйбышев городом, в котором песенное творчество Высоцкого было впервые представлено на крупной площадке стадионного формата; помимо этого, на афише именно этого концерта была впервые опубликована его фотография. После ноябрьского концерта на квартире вице-президента ГМК Артура Щербака были записаны 19 песен Высоцкого, не вошедших в программу выступления.  Впоследствии по инициативе членов ГМК, при активном участии Всеволода Ханчина, в городе установлен бюст Высоцкого (в клубе им. Дзержинского), переименованы в честь Высоцкого переулок Специалистов и сквер на ул. Молодогвардейской (места, непосредственно связанные с его приездами в 1967 году), установлена памятная стела в сквере, открыт рядом с Дворцом спорта памятник Высоцкому работы Михаила Шемякина. В местном музее Высоцкого сохранена портретная афиша концерта с автографом Высоцкого.
В 1968 году, на волне массового интереса к авторской песне и с учётом появившихся в городе собственных авторов-исполнителей (Александр Краснопольский, Станислав Маркевич, Борис Есипов, трио «Поющие бобры» под руководством Валерия Грушина), ГМК озвучил необходимость найти и сформировать новое пространство, способное собрать и вместить всех желающих знакомиться с этой культурой. Возникшая идея фестиваля за городом привела к появлению фестиваля им. Валерия Грушина на Мастрюковских озёрах, ставшего самым массовым фестивалем авторской песни в истории СССР.

### Фотовыставки
Работы участников фотоклуба ГМК-62 неоднократно выставлялись в Куйбышеве и Тольятти. В частности, именно от лица ГМК-62 проведены выставки «Творчество молодых» (1965), «Камерная выставка фотопортрета» (1966), «Возможность фототехники» (1967), «ГМК-62. Избранное» (1967 и 1970), «Мир в объективе» (1971), «Из дальних странствий возвратясь…» и «С фотоаппаратом по планете» (1968, 1969, проведены совместно с куйбышевским отделением БММТ «Спутник»).
В 1967 году ГМК показал фотовыставку «Ню» с демонстрацией обнажённой натуры.
Работы Владимира Емеца, активного участника фотоклуба ГМК, вошли в экспозицию «Джаз в фотографии» первого международного джаз-фестиваля в Таллине (1967).
Среди фоторепортажей клуба о встречах с интересными людьми, которые приезжали в город по инициативе ГМК, присутствует работа Владимира Сыромятникова по итогам пребывания в Куйбышеве Дмитрия Кабалевского и Роберта Рождественского, приглашённых клубом для одного из первых исполнений в филармонии их совместного творения — «Реквиема».

### Художественные выставки
Благодаря активной работе в составе ГМК-62 Анетты Басс, директора Куйбышевского художественного музея, в разное время проводились выставки художников, представляющих разные возрасты, стили и географию: в их числе Юрий Андреев, Валентин Белоусов, Евгений Березин, Нурхатим Бикулов, Игорь Дубровин, Анатолий Завьялов, Георгий Кикин, Вениамин Клецель, Дмитрий Кондратьев, Юрий Коневский, Геннадий Коновалов, Валентин Лисенков, Виктор Панидов, Анатолий Песигин, Всеволод Рухмалев, Вадим Сушко и др.. Одним из способов поиска материала было посещение мастерских активистами ГМК, в ходе которых для выставок отбирались «спорные и поэтому интересные» работы начинающих художников, впоследствии получивших известность. На выставках ГМК можно было видеть изображение обнажённой натуры, что резко контрастировало с общепринятыми нормами того времени.
ГМК-62 организовывал творческие поездки молодых художников по комсомольским стройкам и старым городам России, результатом которых стало появление многих новых полотен.

### Творческие встречи
Организовывались встречи с посещавшими город известными представителями искусства, науки и т.п., в числе которых были поэт Роберт Рождественский, танцор Махмуд Эсамбаев, режиссёр Владимир Мотыль, композитор Александр Флярковский, детский композитор Юрий Левитин и другие.

### Дискуссии и публичные диспуты
Проводимые ГМК публичные дискуссии имели крайне разнообразный характер. Дискуссия «Экономика и ты» прошла с участием экономистов и руководителей ведущих предприятий города и привела к появлению ряда предложений, некоторые из которых, по свидетельству президента клуба Бориса Чернышёва, «нашли своё отражение в программе реформы Косыгина». Среди прочих диспутов, проведённых клубом — «Всё о любви и всё о дружбе», «Как стать гениальным», «Искусство — для кого?», «А гражданином быть обязан…», «Мещанин-69», «Преступность неизбежна?», «Песни бардов — искусство или кустарщина?».
22 марта 1964 года по инициативе джазовой секции ГМК проведён публичный диспут «Джаз и ты» с участием композитора Дмитрия Кабалевского, информация о котором вошла в книгу «Советский джаз» известного музыковеда Алексея Баташёва.

## Локации
Первые собрания ГМК-62 проходили в выделенных ему комнатах Театра Юного Зрителя (ул. Самарская). Сами мероприятия клуба проходили в разных помещениях и залах, принцип предоставления которых обсуждался в каждом конкретном случае. Активисты клуба неоднократно обращались к властным структурам с просьбой выделить им собственное помещение, и уже к 1964 году работа клуба фактически остановилась из-за невозможности планирования мероприятий (стали непредсказуемы возможные места их проведения, принципы найма, доступа аудитории и т. п.). Узнавший об этом Дмитрий Кабалевский опубликовал в газете «Правда» статью под названием «Инициатива и равнодушие», в которой дал высокую оценку деятельности ГМК и осудил бездействие куйбышевских властей (вплоть до озвучивания конкретных имён партийных руководителей, обещавших содействие ГМК и не выполнивших своих обещаний, а именно «секретаря обкома КПСС Н. С. Черных и первого секретаря горкома КПСС В. Ф. Ветлицкого»). Статья Кабалевского, видного представителя академической музыки и авторитетного партийного деятеля, привлекла внимание, и на уровне горкома КПСС было принято решение о выделении ГМК собственного помещения по адресу ул. Молодогвардейская, 59 (в помещении полиграфического техникума), в котором клуб работал с 1965 г.
В 1976 году клуб переведён в только что построенный Дом Молодёжи (ул. Аэродромная, 13), в котором существовала возможность использования концертного зала, помещений разного типа, кафе, гостиницы. После переезда клубу были выделены штатные должности (с зарплатой), появилась формальная организационная структура. Приход на штатные должности руководителей из числа административно-партийного аппарата привёл к снижению энтузиазма организаторов-добровольцев, а с их уходом и сами мероприятия ГМК-62 утеряли былую популярность, что постепенно привело к угасанию клуба.

## Кризис 1968 года
В 1968 году деятельность клуба оказалась под угрозой из-за публикации в центральной прессе: 31 мая «Советская Россия» опубликовала статью «Если друг оказался вдруг…» (авторы — В. Потапенко и А. Черняев), в которой осуждается проведение клубом политики элитарности (отсутствия среди его членов рабочей заводской молодёжи) и дурновкусие организуемых мероприятий. В качестве примеров приводятся проведение концертов Владимира Высоцкого (с репертуаром, «что крутят по вечерам в подворотнях, в тёмных аллеях да на пьяных вечеринках») и ленинградского вокально-инструментального ансамбля «Лира» (на который «сбежались с магнитофонами стриженные «под битлов» «бородатые юнцы»). В связи с публикацией бюро горкома ВЛКСМ указало президенту клуба Борису Чернышеву на плохую организацию и «низкий идейный уровень мероприятий», а уже в июне вопрос о прекращении деятельности клуба был вынесен на бюро горкома КПСС. Запретительному настрою властей вновь противостоял Николай Фролов, на тот момент ставший уже первым секретарём Куйбышевского обкома ВЛКСМ, и после ряда выговоров и критических резолюций клубу было разрешено продолжать работу.

## Избранные члены и активисты клуба
| Имя                                | Годы жизни (если известны) | Деятельность в ГМК | Комментарии о деятельности и достижениях вне ГМК-62 |  |
| ---------------------------------- | -------------------------- | --- | --- |  |
| Григорий Ефимович Баскин (Зейфман) | 30.10.1942 – 04.03.2010.   | Начинал в ГМК как ведущий мероприятий. | Профессиональный деятель культуры, Народный артист России (2000). |  |
| Аннета Яковлевна Басс              | 16.04.1930 – 19.01.2006.   | На момент создания ГМК – директор Куйбышевского художественного музея, активная участница проектов, связанных с изобразительным искусством и фотографией. Предоставила зал музея для проведения клубной фотовыставки «Ню» (1967), за что впоследствии получила выговор по партийной линии.            | Заслуженный работник культуры РСФСР (1982), Почётный гражданин города Самары (1995) и Самарской области (2003). |  |
| Бекасов, Лев Степанович            | 16.10.1933 – 19.09.2016    | Один из создателей клуба, активный участник секции эстрадной и джазовой музыки (второй президент секции после Игоря Вощинина), непосредственный организатор проведённых ГМК-62 и его ветеранами 24 джазовых фестивалей «Весна». Входил в Правление клуба.                                             | Инженер, преподаватель Куйбышевского политехнического института, кандидат технических наук, руководитель вузовского джазового оркестра.                                                                                    |  |
| Белов, Анатолий                    | -                          | Принимал участие в организации концертов Владимира Высоцкого. | - |  |
| Вайнгартен, Генрих Иосифович       | 08.02.1938                 | Участник секции фотографии. | Кандидат технических наук, Почётный строитель России. |  |
| Болтянский, Александр Абрамович    | 17.09.1935 – 01.01.2022    | Входил в Правление клуба, занимался вопросами литературы. | Кандидат технических наук, преподаватель технических вузов, главный эксперт международного центра культуры «Волга». |  |
| Виттих, Владимир Андреевич         | 09.07.1940 – 18.08.2017    | Активный участник джазового клуба в составе ГМК. Входил в Правление клуба. | Доктор технических наук, профессор, директор Института проблем управления сложными системами РАН. |  |
| Воронова, Валентина Ивановна       | -                          | Руководитель клуба «Отечество». Занималась в составе ГМК в основном направлением изобразительных исскусств. | Врач. |  |
| Вощинин, Игорь Сергеевич           | род. 04.04.1939            | Один из основателей клуба, первый президент секции эстрадно-джазовой музыки. | Инженер-строитель, член Союза журналистов России, радиоведущий. |  |
| Емец, Владимир Никитич             | род. 02.04.1945            | Фотограф, президент фотоклуба и член правления (1966—1970). | Член Союза журналистов России, преподаватель технических вузов. |  |
| Касьянова, Инна Александровна      | 16.07.1934 – 07.01.2017    | Основатель и руководитель клуба академической музыки в составе ГМК-62, много сделавшая для организации конкурса имени Кабалевского. | Музыковед, член Союза композиторов СССР, профессор, заслуженный деятель искусств России. |  |
| Кацнельсон, Владимир Максимович    | -                          | Входил в Правление клуба, был ведущим многих мероприятий. | Врач-невролог. |  |
| Климов, Вячеслав Петрович          | 1937 – 15.01.2019          | Один из инициаторов создания клуба, руководитель основных проектов в первые годы деятельности, автор художественных эскизов большинства афиш клуба. По инициативе участников ГМК выбран на пост секретаря горкома ВЛКСМ. Первый президент ГМК-62 (1962-1968 г.г.).                                    | Инженер-строитель, заместитель главного архитектора города Куйбышева. |  |
| Кондратов, Эдуард Михайлович       | 23.07.1933 - 09.11.2010    | Один из авторов идеи создания клуба, журналист, на момент создания ГМК-62 — заместитель редактора газеты «Волжский комсомолец». Входил в Правление клуба. | Сотрудник газеты «Волжская коммуна», собственный корреспондент «Известий», автор ряда повестей, романов и телесценариев (в том числе к многосерийному фильму «Тревожные ночи в Самаре»). Почётный гражданин Самары (2011). |  |
| Левянт, Зиновий Григориевич        | 1943 – 2002                | Актёр и режиссёр. | Художественный руководитель эстрадного ансамбля Куйбышевского обкома ВЛКСМ, главный режиссёр Ульяновской филармонии, директор продюсерской фирму «Арсис-Л».                                                                |  |
| Либер, Белла                       | -                          | Одна из инициаторов проведения конкурса пианистов им. Кабалевского. | |  |
| Наганов, Владимир Яковлевич        | 07.07.1945 – 29.10.2008    | Второй президент ГМК-62 (в 1968 г.). | По профессии - журналист, с 1966 года работал в газете «Волжский комсомолец», в последние годы жизни был главным редактором газеты «Волжская коммуна».                                                                     |  |
| Николаев, Альберт                  | -                          | Джазовый вокалист. | Инженер технического вуза. |  |
| Смольник, Борис                    | -                          | Фотограф. | |  |
| Сушко, Вадим Викторович            | род. 23.09.1938            | Участник художественных выставок. | Член Союза художников России. |  |
| Сыроежкин, Борис                   | -                          | Создатель (в структуре клуба) вокально-инструментального ансамбля «Гармония». | |  |
| Сыромятников, Владимир             |                            | Фотограф. | |  |
| Титов, Константин Алексеевич       | род. 30.10.1944            | Руководитель дискуссионного клуба «Колокол». | Доктор экономических наук, Глава администрации Самарской области (1991-1996), Губернатор Самарской области (1991-2007), депутат и член Совета Федерации ФС РФ.                                                             |  |
| Фишгойт, Исай Львович              | 22.03.1927 – 2016          | Единственный на момент создания клуба член КПСС. Принимал ключевое участие в проведениях конкурсов самодеятельной песни и создании фестиваля авторской песни им. Валерия Грушина, в проведении конкурса пианистов им. Кабалевского (дважды возглавлял оргкомитет конкурса). Входил в Правление клуба. | Преподаватель, заместитель директора школы по воспитательной работе. В 1968-1998 г.г. бессменно руководил творческой службой Грушинского фестиваля.                                                                        |  |
| Ханчин, Всеволод Аронович          | 27.03.1937 – 18.09.2013    | Входил в Правление клуба, возглавлял клуб «Эксперимент». Играл ключевую роль в приглашении в Куйбышев с концертами Владимира Высоцкого. | Инженер. Мастер спорта СССР (парусный спорт), организатор спортивных и культурных соревнований, автор книг о Владимире Высоцком, создатель музея Высоцкого в Самаре и регаты его имени.                                    |  |
| Чернышёв, Борис                    |                            | Третий президент ГМК-62 (в 1968-1970 г.г.). | Преподаватель философии, профессор Самарского архитектурно-строительного университета. |  |
| Щербак, Артур Николаевич           |                            | Входил в Правление клуба, выполнял обязанности вице-резидента. | |  |

## Общественное признание и наследие
Опыт работы клуба рассматривался как уникальный и передовой пример организации досуга молодежи на уровне ЦК ВЛКСМ.
В 2012 году вышла книга Игоря Вощинина «Мы из шестидесятых», посвящённая деятельности ГМК-62 (Самара, издательство «Культурная инициатива»).
Неоднократно проводились памятные мероприятия, выставки и т. п. к годовщинам основания клуба, в том числе:
- 1992: мероприятия к 30-летию (фотовыставка в Самарской государственной филармонии)[15]
- 2002: фотовыставка в Самарском областном художественном музее к 40-летию ГМК-62[15]
- 2017: мероприятия к 55-летию, включающие постановку авторского спектакля-мюзикла на сцене Самарской филармонии[6][1] и выставку «Молодые художники ГМК-62 55 лет спустя»
- 2022: мероприятия к 60-летию, включающие вечер в Самарском Доме Молодёжи и открытую фотовыставку на пл. Славы[21]

В 2023 году в Самарском художественном музее проведена выставка «ГМК-62: 60 лет спустя».

В июне 2017 года на здании, где размещался в своём первом помещении ГМК-62 (ул. Молодогвардейская, 59) по инициативе Общественной палаты Самарской области открыта мемориальная доска (автор — Иван Мельников).
ГМК-62 — уникальное явление не только для города, но и для страны; созданный в свое время энергичными и талантливыми студентами, он стал на долгие годы творческой лабораторией, где открывались новые имена, рождались масштабные интересные проекты. (Олег Фурсов, глава Самары)
1. 1 2  Михаил Нейштадт: «ГМК-62 создал образ жизни» — SGPRESS — Самара, люди, события. sgpress.ru. Дата обращения: 13 апреля 2025.
2. 1 2 3 4 5 6 7 8 9 10 11 12 13 14 15 16 17 18  Н. Ю. Кривопалова. Формы социальной активности молодой интеллигенции 1960-х годов в пространстве провинциального города // Интеллигенция и мир : журнал. — 2018. — № 3. — С. 115. — ISSN 1993-3959.
3. 1 2 3 4 5 6 7 8 9  Две пятерки шестидесятникам, или Когда мы были молодыми. СамКульт (6 июня 2017). Дата обращения: 13 апреля 2025.
4. 1 2 3  Саксофонист Евгений Варламов: В Куйбышеве джаз любили — SGPRESS — Самара, люди, события. sgpress.ru. Дата обращения: 15 апреля 2025.
5. 1 2 3 4 5 6 7 8 9 10 11 12 13 14 15 16 17 18 19  Игорь Вощинин. Опалённые бунтарскими шестидесятыми // Свежая газета. Культура : газета. — 2017. — Сентябрь (№ 14 (122)). — С. 1.
6. 1 2 3 4 5 6  ГМК-62 обозначили памятным знаком. СамКульт (15 июля 2017). Дата обращения: 13 апреля 2025.
7. ↑  В Самаре отметили юбилей молодежного клуба «ГМК-62» — SGPRESS — Самара, люди, события. sgpress.ru. Дата обращения: 13 апреля 2025.
8. 1 2 3 4 5 6 7 8 9 10 11 12 13  Михаил Трифонов. Владимир Высоцкий в Самаре // Инженер : газета. — 2017. — Ноябрь (№ спецвыпуск). — С. 1.
9. 1 2 3 4  Руководитель клуба «Отечество ГМК» Валентина Воронова: «Устами и глазами детей глаголет истина» — SGPRESS — Самара, люди, события. sgpress.ru. Дата обращения: 15 апреля 2025.
10. ↑  Карасев, Вадим. Был ли ГМК-62 под контролем КГБ и как самарский художник встречался с Высоцким. СОВА - главные новости Самары (22 февраля 2022). Дата обращения: 15 апреля 2025.
11. ↑  Мошков К. В. Джаз 100: столетие российской джазовой сцены 1922-2022. — СПб.: Летопись, 2023. — С. 203. — 600 с. — ISBN 978-5-904545-88-8.
12. 1 2  Джаз в России. Краткий энциклопедический справочник / сост. В. Б. Фейертаг. — СПб.: Издательско-торговый дом "Скифия", 2009. — С. 76. — 528 с. — ISBN 978-5-903463-23-7.
13. ↑  Коннов, Валерий. Самарский саксофонист, бэндлидер и организатор фестивалей Лев Бекасов (1933-2016). «Джаз.Ру» (21 сентября 2016). Дата обращения: 15 апреля 2025.
14. 1 2 3  Наш Высоцкий // Инженер : газета. — 2017. — 30 ноября (№ 18 (3167)). — С. 1.
15. 1 2 3 4 5 6  Самарский областной художественный музей - Владимир Емец "Собранье памятных мгновений". artmus.ru. Дата обращения: 13 апреля 2025.
16. ↑  ГБУК "Самарский областной художественный музей". ГМК - 62. 60 лет спустя. Дата обращения: 13 апреля 2025.
17. ↑  ГБУК "Самарский областной художественный музей". Всеволод Рухмалёв (1933-2004). «Пространство памяти». Дата обращения: 13 апреля 2025.
18. 1 2  ГБУК "Самарский областной художественный музей". Персональная выставка Вадима Сушко «Я люблю судьбу свою». Дата обращения: 13 апреля 2025.
19. 1 2  Дм. Кабалевский. Инициатива и равнодушие // Правда : газета. — 1964. — 22 декабря (№ 357). — С. 4.
20. ↑  In Memoriam. Возвращение домой. СамКульт (6 февраля 2019). Дата обращения: 15 апреля 2025.
21. 1 2 3  15 сентября в 12.30 на площади Славы открывается выставка фоторабот «Мы из Куйбышева» к 60-летию Городского молодежного клуба. Администрация городского округа Самара (14 сентября 2022).
22. ↑  Самара уходящая. Самарская областная универсальная научная библиотека (22 сентября 2023).
23. ↑  Болтянский и Самара. СамКульт (17 сентября 2015). Дата обращения: 15 апреля 2025.
24. ↑  Мир в объективе. Самарский фотограф Владимир Емец о времени и о себе — SGPRESS — Самара, люди, события. sgpress.ru. Дата обращения: 15 апреля 2025.
25. ↑  Добрый ангел музыкальной Самары. СамКульт (28 января 2017). Дата обращения: 15 апреля 2025.
26. ↑  Игорь Вощинин. Памяти друга // Свежая газета. Культура : газета. — 2019. — Январь (№ 1—2 (151-152)). — С. 37.
27. ↑  Умер Владимир Наганов. www.samru.ru. Дата обращения: 15 апреля 2025.
28. ↑  Общественная палата Самарской области - «Свет ГМК»: Юбилею легендарного молодежного клуба посвящается… op63.ru. Дата обращения: 16 апреля 2025.
29. ↑  Дмитрий Завершинский. Исай. Последний самарский интеллигент // Свежая газета. Культура : газета. — 2017. — Март (№ 18 (114)). — С. 18.
30. ↑  Ушел из жизни организатор регаты Высоцкого Всеволод Ханчин. 63.ру (20 сентября 2013). Дата обращения: 15 апреля 2025.
31. ↑  Прощание с яхтсменом Всеволодом Ханчиным. ИА «РС» (20 сентября 2013). Дата обращения: 15 апреля 2025.
32. ↑  В Самаре увековечили память легендарного молодежного клуба ГМК-62. AiF (28 июня 2017). Дата обращения: 15 апреля 2025.